# Hackney
Hackney è un borgo di Londra nella parte nord-est della città, e fa parte della Inner London.
Hackney è delimitato da sei borghi: il Islington a ovest, Haringey a nord, Waltham Forest a nord-est, Newham a est, Tower Hamlets a sud, mentre il confine sud-occidentale di Hackney è adiacente alla City (presso il Broadgate).
Nell'area sud-ovest del borgo si trovano i quartieri di Hoxton (con la nota piazza centrale, Hoxton Square) e Shoreditch, centro della scena artistica e zona di molti noti club, bar, negozi e ristoranti. Presso Shoreditch e Hoxton, inoltre, si è verificato, a partire dagli anni novanta, un certo sviluppo economico con la costruzione di edifici adibiti a uffici; per tale motivo, nell'area si è verificato un aumento del valore della proprietà immobiliare, e si è ampliata la gamma per il futuro sviluppo. 
Gran parte del borgo di Hackney mantiene il suo carattere di tipico dei borghi dell'Inner London, con luoghi come Dalston, dove grandi complessi di case popolari si trovano fianco a fianco con gruppi di case recintate e con entrata sorvegliata.
Il cuore storico e amministrativo di Hackney è la zona che si estende a nord di Mare Street, attorno alla chiesa di Chiesa di St. John-at-Hackney, conosciuto come Hackney Central. L'area circostante Hackney Town Hall Square (la piazza del municipio di Hackney) è stato rinnovata per sviluppare un nuovo "quartiere creativo": su questa piazza si affacciano, infatti, vari edifici culturali, tra cui l'Ocean music venue (che dopo la bancarotta è stato ristrutturato e riaperto come un cinema multisala, con 4 sale, a fine 2011), una nuova biblioteca, un centro tecnologico e per l'apprendimento, il museo locale di Hackney e l'Hackney Empire.
Presso South Hackney si trova il Victoria Park (che, tuttavia, giace nei confini del confinante borgo di Tower Hamlets); in questo quartiere sono tipici le case a schiera in stile vittoriano ed edoardiano.
A nord del borgo si trovano i quartieri di Upper e Lower Clapton, Stamford Hill e Stoke Newington. A est si trova il Hackney Marshes e i quartieri di Hackney Wick e Homerton. Le industrie leggere del borgo, che impiegavano oltre 3 000 persone, sono state trasferite in questa zona per permettere l'utilizzo dell'area intorno al fiume Lea (il confine orientale del borgo) da utilizzare per le Olimpiadi estive del 2012, perciò, rendendo il borgo uno dei borghi ospitanti i giochi di Londra del 2012.

## Geografia fisica

### Topografia

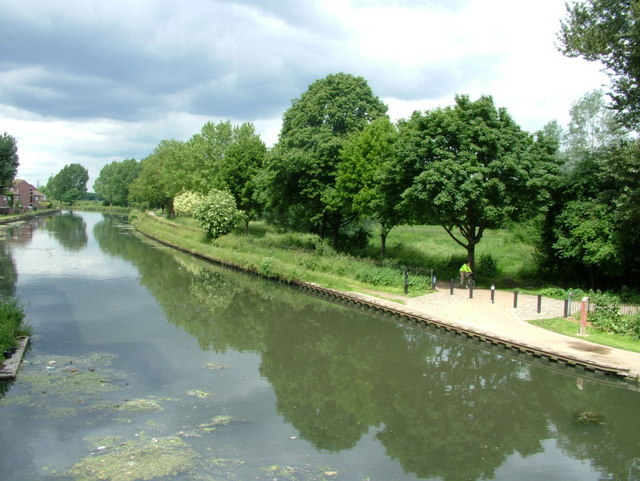
Hackney Marshes vista da Homerton Road bridge

Il borgo londinese di Hackney si estende su una superficie di 19,06 chilometri quadrati (il quarto borgo dell'Inner London più piccolo per estensione territoriale, dopo Kensington e Chelsea, Islington e Hammersmith e Fulham). La sua caratteristica geografica principale è il corso del fiume Lea e altri canali artificiali, il maggiore dei quali è l'Hackney Cut, un canale artificiale del fiume Lea costruito nel 1770 attraverso le Hackney Marshes per raddrizzare un meandro del fiume naturale. Un affluente del Lea, l'Hackney Brook è stato completamente coperto nel 1860 dal Metropolitan Board of Works.
Il New River passa attraverso il borgo vicino a Finsbury Park e scorre verso Islington. Anche il Regent's Canal attraversa il borgo nella parte occidentale, a sud di De Beauvoir Town.
All'interno del borgo, il terreno raggiunge, nell'area a ovest dalla Lea, i 30 metri sopra il livello del mare presso Clapton Common e Stamford Hill. La zona intorno a Victoria Park, nel sud del borgo si trova a circa 15 metri sopra il livello del mare. A Spring Hill, a Upper Clapton la strada scende bruscamente da 25 metri a soli 10 metri presso l'High Hill Ferry, lungo il Lee Navigation.

### Geologia
Il suolo del fiume Lea e delle Hackney Marshes sono formati da terreno alluvionali, mentre il terreno più elevato tra Homerton e Stamford Hill è formato da un ampio letto di argilla londinese. Depositi di strati di argilla si trovano tra le aree di argilla che si estende sotto Clapton Common, Stamford Hill e Stoke Newington High Street. I quartieri centrali e sudoccidentali giacciono su depositi fluviali di Taplow Gravels, mentre il territorio in cui si trova Victoria Park e Well Street comune si trovano su ghiaia alluvionale.

### Clima
Questi dati sono stati registrati tra il 1971 e il 2000 presso la stazione meteorologica di Greenwich, a circa 11 km a sud del municipio di Hackney:
| Greenwich                  | Mesi  | Mesi | Mesi | Mesi | Mesi | Mesi | Mesi | Mesi | Mesi | Mesi | Mesi | Mesi | Stagioni | Stagioni | Stagioni | Stagioni | Anno  |
| Greenwich                  | Gen   | Feb  | Mar  | Apr  | Mag  | Giu  | Lug  | Ago  | Set  | Ott  | Nov  | Dic  | Inv      | Pri      | Est      | Aut      | Anno  |
| -------------------------- | ----- | ---- | ---- | ---- | ---- | ---- | ---- | ---- | ---- | ---- | ---- | ---- | -------- | -------- | -------- | -------- | ----- |
| T. max. media (°C)         | 8,3   | 8,5  | 11,4 | 14,2 | 17,7 | 20,7 | 23,2 | 22,9 | 20,9 | 15,6 | 11,4 | 8,6  | 8,5      | 14,4     | 22,3     | 16,0     | 15,3  |
| T. min. media (°C)         | 2,6   | 2,4  | 4,1  | 5,4  | 8,4  | 13,2 | 14,2 | 14,0 | 11,2 | 8,3  | 5,1  | 2,8  | 2,6      | 6,0      | 13,8     | 8,2      | 7,6   |
| T. max. assoluta (°C)      | 14,0  | 19,7 | 21,0 | 26,9 | 31,0 | 35,0 | 35,5 | 37,5 | 30,0 | 28,8 | 19,9 | 15,5 | 19,7     | 31,0     | 37,5     | 30,0     | 37,5  |
| T. min. assoluta (°C)      | −10,0 | −9,0 | −8,0 | −2,0 | −1,0 | 5,0  | 7,0  | 6,0  | 3,0  | −4,0 | −5,0 | −7,0 | −10,0    | −8,0     | 5,0      | −5,0     | −10,0 |
| Precipitazioni (mm)        | 51,6  | 38,2 | 40,5 | 45,0 | 46,5 | 47,3 | 41,1 | 51,6 | 50,4 | 68,8 | 58,0 | 53,0 | 142,8    | 132,0    | 140,0    | 177,2    | 592,0 |
| Giorni di pioggia          | 10,8  | 8,5  | 9,6  | 9,4  | 9,0  | 8,3  | 8,0  | 7,6  | 8,5  | 10,7 | 10,1 | 9,9  | 29,2     | 28,0     | 23,9     | 29,3     | 110,4 |
| Giorni di neve             | 4     | 4    | 3    | 1    | 0    | 0    | 0    | 0    | 0    | 0    | 1    | 3    | 11       | 4        | 0        | 1        | 16    |
| Umidità relativa media (%) | 91    | 89   | 91   | 90   | 92   | 93   | 95   | 96   | 96   | 95   | 92   | 91   | 90,3     | 91       | 94,7     | 94,3     | 92,6  |

## Storia

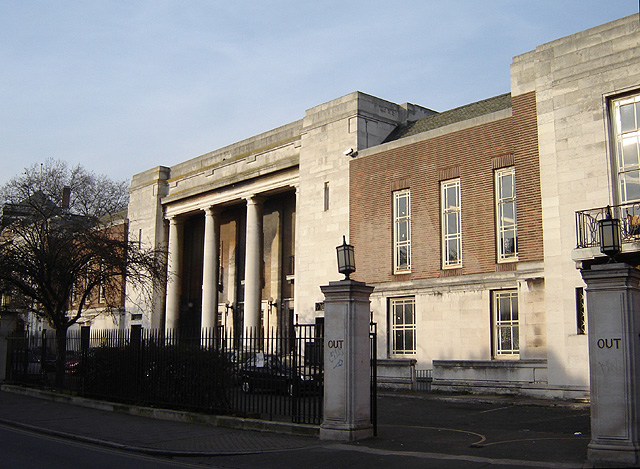
Ex-municipio di Stoke Newington

Il borgo londinese di Hackney venne costituito, nel 1965, dall'area del borgo metropolitano di Hackney, del borgo metropolitano di Shoreditch e del borgo metropolitano di Stoke Newington. Pertanto, il nuovo consiglio ha stabilito di includere simboli rappresentativi dei precedenti borghi nell'armoriale di Hackney: le tre campane della Chiesa di San Leonardo, simbolo di Shoreditch, due alberi da frutto, simbolo di Stoke Newington e la croce maltese dei principali proprietari terrieri della parrocchia nel medioevo, simbolo di Hackney Village. Lo scudo è sormontato dalla rappresentazione della Torre di Sant'Agostino.
Il consiglio espone, nel municipio di Hackney, il ritratto della Regina Elisabetta II che indossa le vesti del Venerabile Ordine di San Giovanni di Gerusalemme di cui è patrona.
Il borgo ha una ricca storia: il confine occidentale del borgo è costituito dalla Ermine Street, la strada romana che collegava Londinium e Eburacum (York), passando per Lindum Colonia (Lincoln nel Lincolnshire). La maggior parte del resto del borgo, invece, era coperta di boschi di querce e noccioli, con paludi intorno ai fiumi e ai torrenti che attraversavano la zona.
Hackney giaceva nel territorio tribale dei Catuvellauni. Il confine orientale del borgo è segnato dal fiume Lea: questo antico confine per le tribù pre-romane, durante l'epoca romana, aveva un estuario che partiva da Hackney Wick, fino al Tamigi, e continuò ad essere il confine tra le contee storiche del Middlesex e dell'Essex.

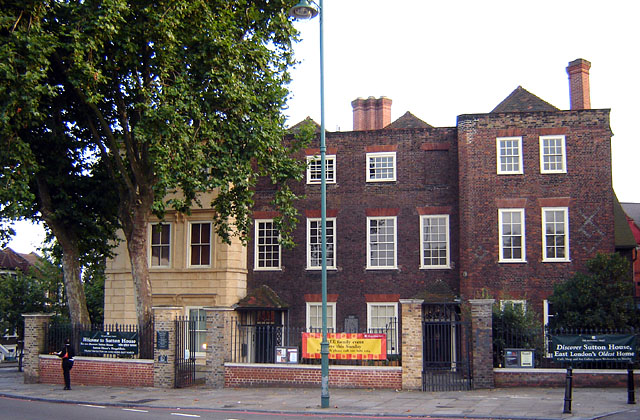
Sutton House

Nel periodo Tudor le terre degli ordini religiosi vennero sequestrati dalla Corona e messi in vendita. Per questo motivo, Hackney divenne un luogo d'attrazione per la nobiltà, specialmente intorno a Homerton e Hackney Central, dove, vicino al ponte sul Lea, venne costruito il Palazzo di Enrico VIII, oggi occupato dal BSix Sixth Form College.
La Sutton House, lungo Homerton High Street, è la più antica dimora di Hackney, e venne originariamente costruita come Bryck Place per il diplomatico Sir Ralph Sadleir, nel 1535. Il villaggio di Hackney fiorì nel periodo compreso tra l'età dei Tudor e il periodo georgiano, perdendo, tuttavia, il carattere rurale dell'area, soprattutto a seguito della costruzione della ferrovia negli anni 50. Residenti famosi dell'epoca furono Joseph Priestley, Robert Aske, William Cecil, Samuel Courtauld, Samuel Hoare e Thomas Sutton.

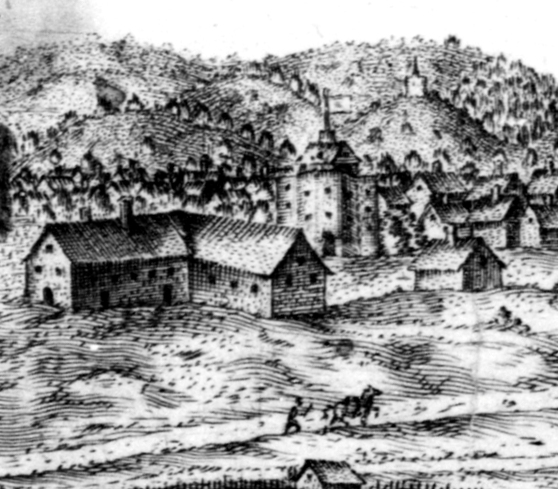
Curtain Theatre in una stampa del 1600 ca. (N.B.: alcuni autori ritengono che questa stampa raffiguri in realtà The Theatre, l'altro teatro elisabettiano di Shoreditch)

Hackney è anche la città natale di Andrew Pritchard (1804-1882), naturalista e ottico.
Anche dal punto di vista culturale, Hackney è stato spesso un importante riferimento: i primi teatri del periodo dei Tudor di Londra sono stati costruiti nella zona di Shoreditch; inoltre, lungo Poole Street, nell'adiacente quartiere di Hoxton (dove, nel 1605, venne smascherata la cosiddetta "congiura delle polveri"), si trovavano i Gainsborough Pictures, gli studi cinematografici in cui Alfred Hitchcock ha girato molti dei suoi primi film.
I quartieri di Stoke Newington e, specialmente, Stamford Hill, divennero rifugio per molti residenti ebrei ortodossi di Hackney a partire dagli anni trenta.
Dopo l'industrializzazione, lo sviluppo estensivo della ricostruzione del secondo dopoguerra e l'immigrazione dalle colonie, il borgo ha vissuto un periodo di gentrificazione, in quanto numerose molti residenti abbienti si sono trasferiti nel borgo nelle case a schiera georgiane e vittoriane, in magazzini convertiti o in nuovi appartamenti costruiti.
Il borgo di Hackney è stato nominato come il "borgo più verde" dell'Inner London (con 62 tra parchi, di cui sette hanno guadagnato la "bandiera verde" e spazi aperti, per un totale di 3,3 km². L'Abney Park, tuttavia, venne registrato, nel 2009, come uno dei parchi storici della Gran Bretagna a rischio di abbandono e degrado. All'interno del parco Hackney Marshes è ospitato il più gran numero di campi da calcio in Europa, e dal 2012, è diventato parte del Parco olimpico di Londra), nel 2006, come il "borgo più ciclista" dall'azienda dei trasporti di Londra.

## Monumenti e luoghi d'interesse
Vi sono 1 300 edifici classificati in Hackney, tra cui l'Hackney Empire, la Sutton House dei Tudor (entrambe classificate "Grade II*") e la medievale Torre di St. Augustine ("Grade I"). Presso il borgo si trovano 25 aree di conservazione, tra cui Clapton Square e molti spazi aperti urbani, tra cui Clapton Common e Clissold Park. Zone di conservazione proteggono anche vaste aree di abitazioni georgiana e vittoriana, e aree di patrimonio industriale.

### Architetture religiose

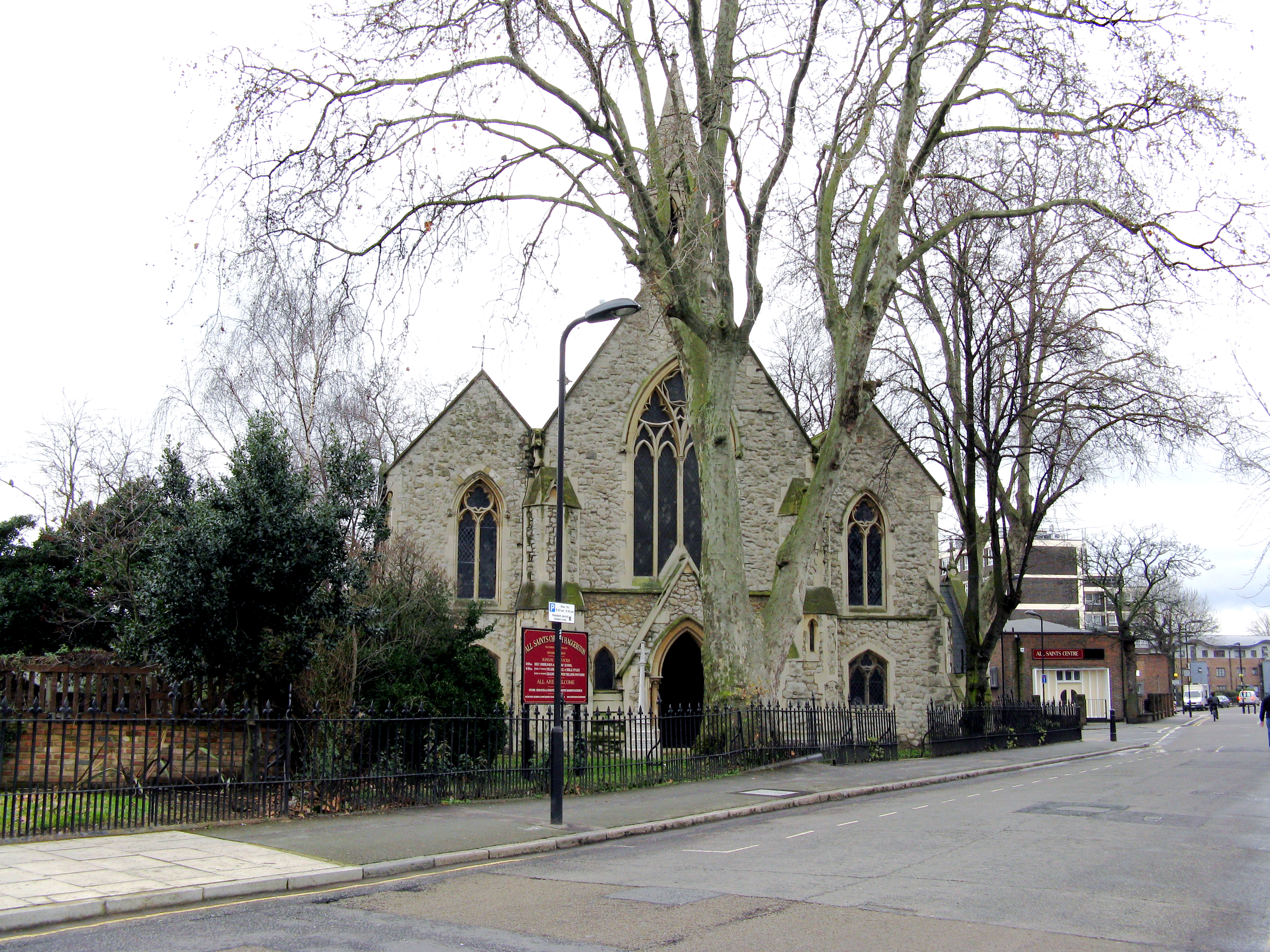
Chiesa di Ognissanti di Haggerston
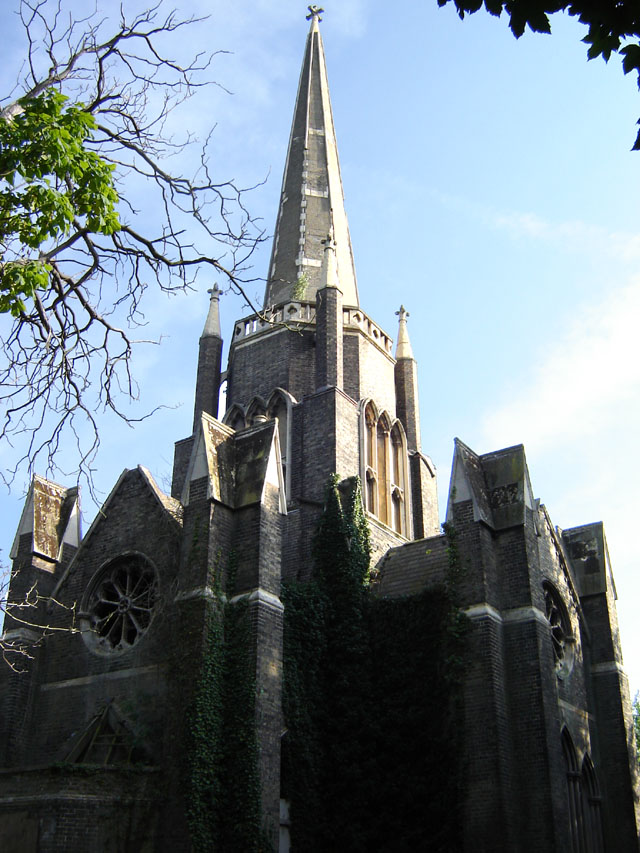
Abney Park Cemetery, cimitero vittoriano e riserva naturale
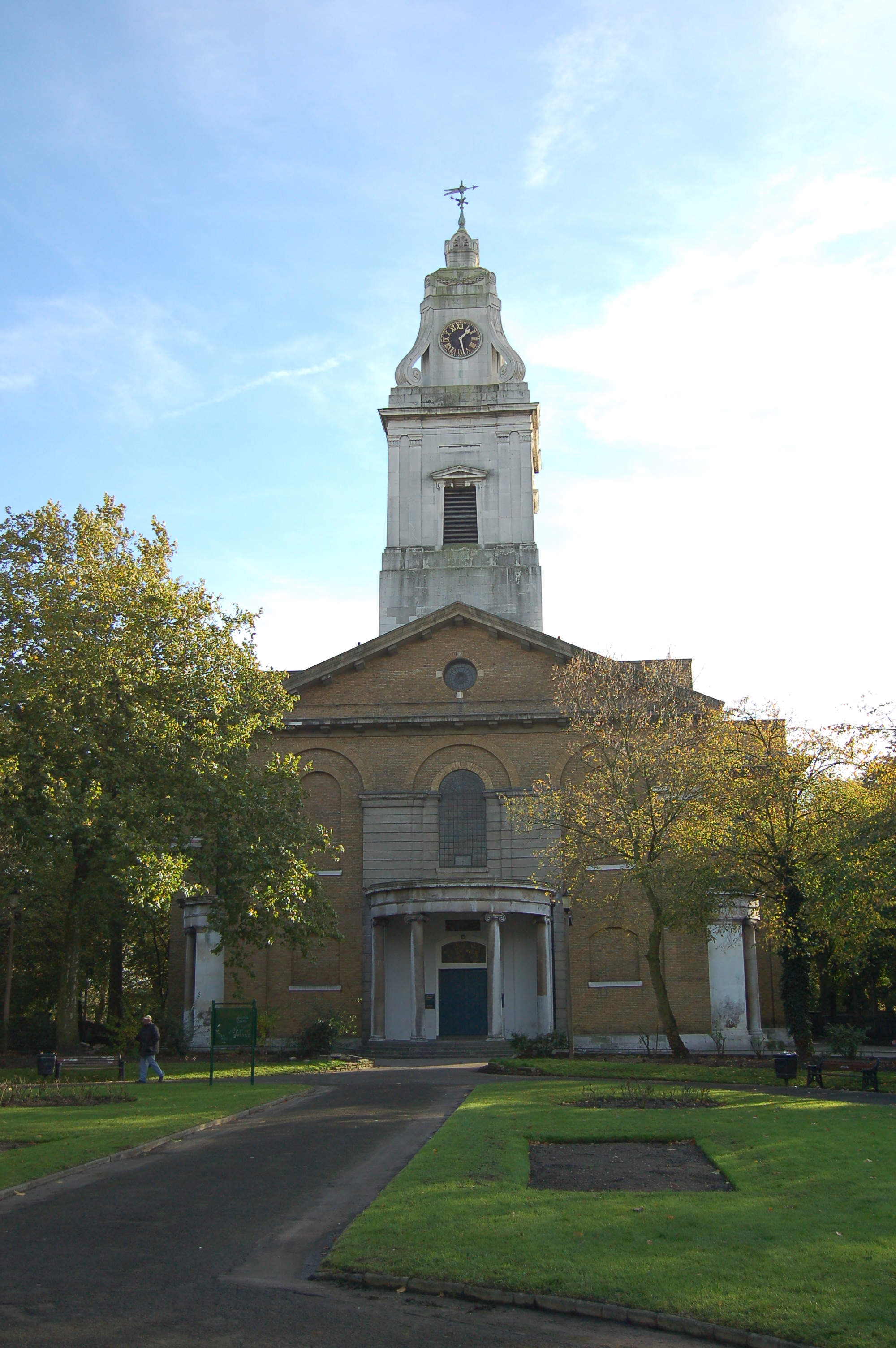
Chiesa di St. John-at-Hackney
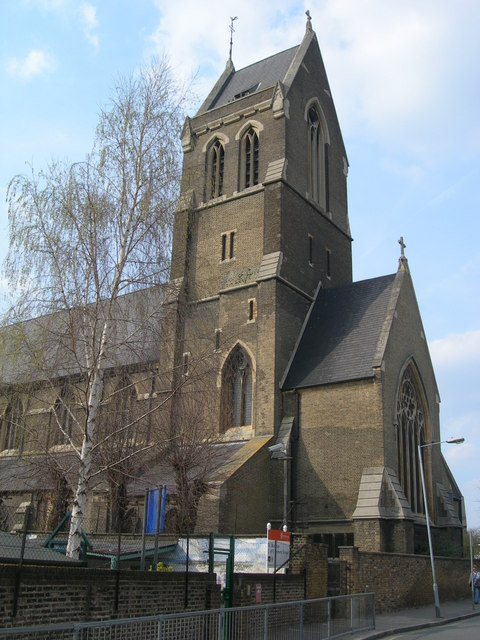
Chiesa di Mattia di Stoke Newington
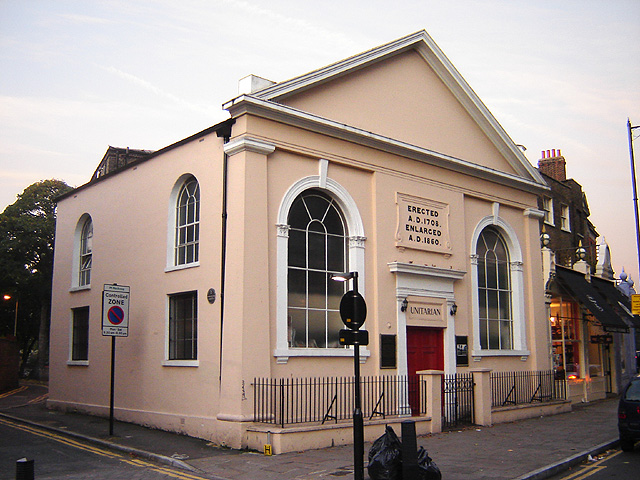
Newington Green Unitarian Church, il più antico luogo di culto non conformista di Londra
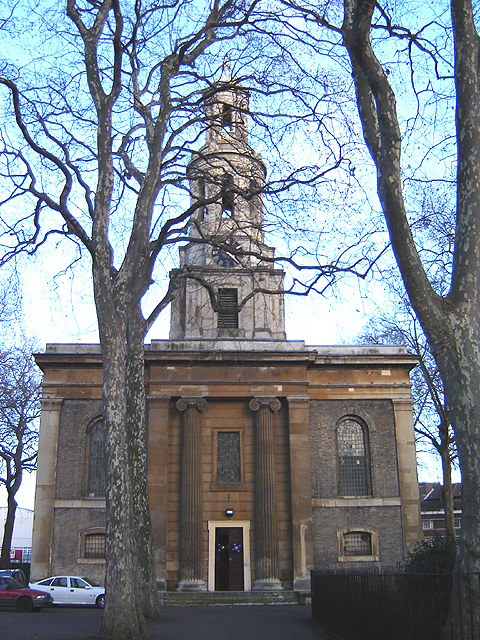
Chiesa di San Giovanni Battista, chiesa anglicana nella quale è stato scritto l'inno "Amazing Grace"
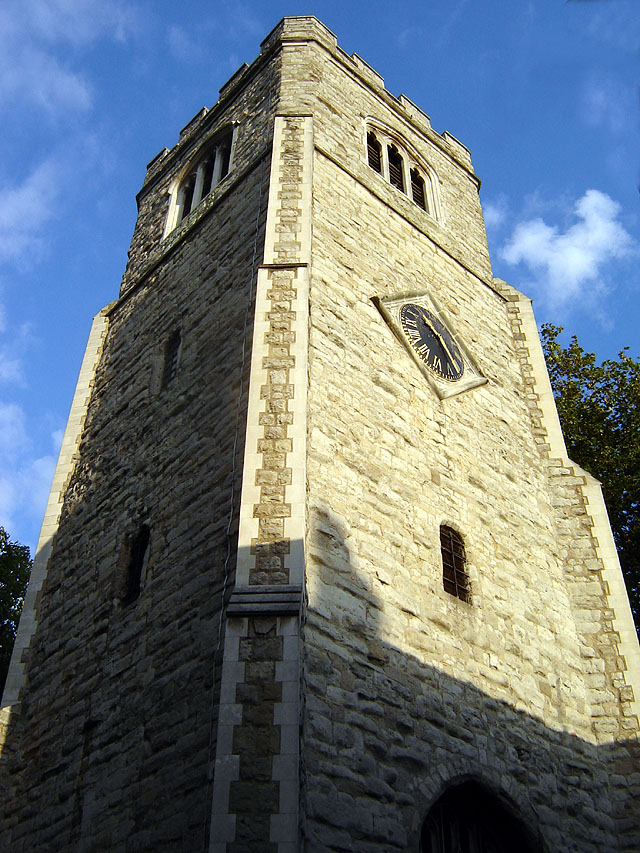
Torre di Sant'Agostino

### Architetture civili

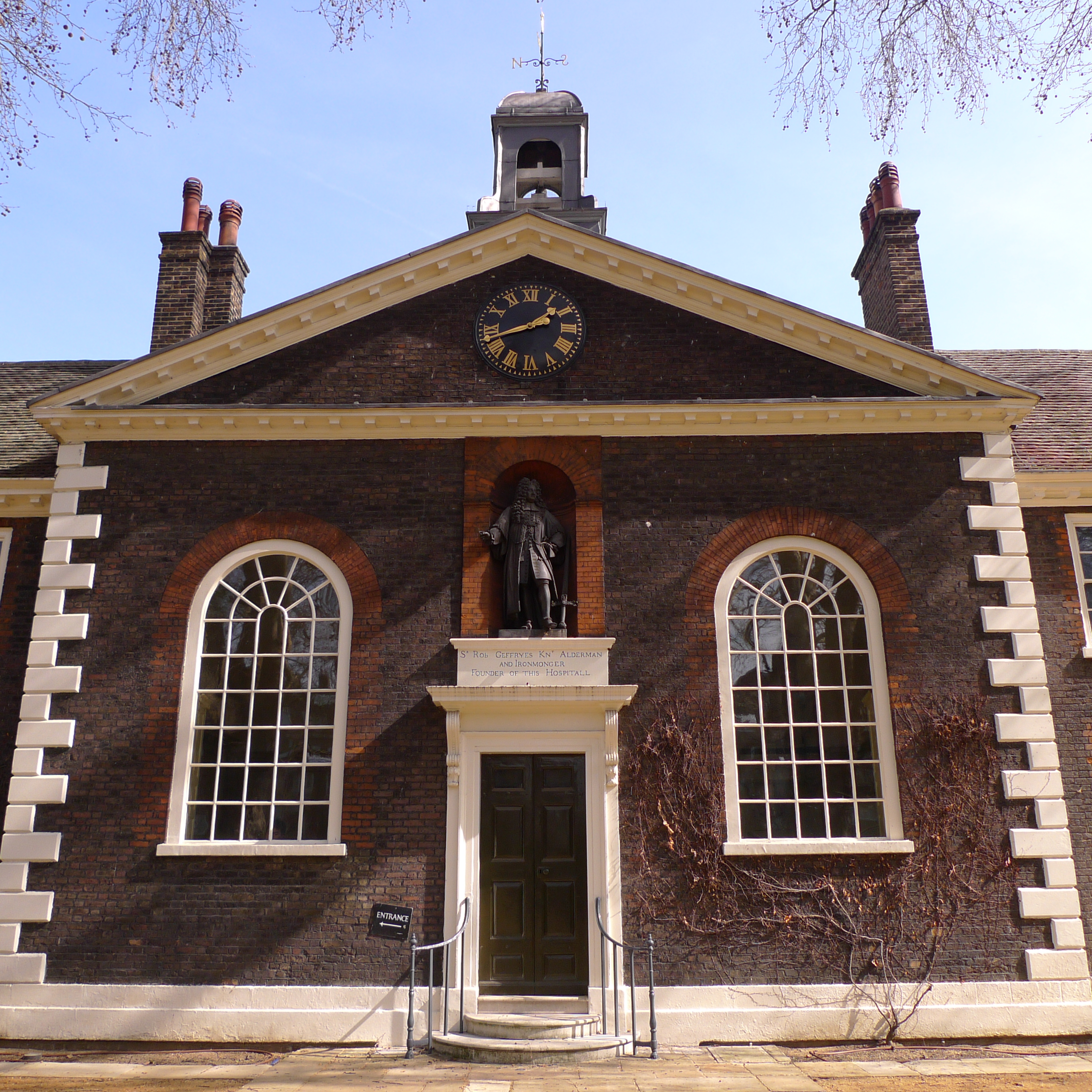
Geffrye Museum, museo delle arti decorative
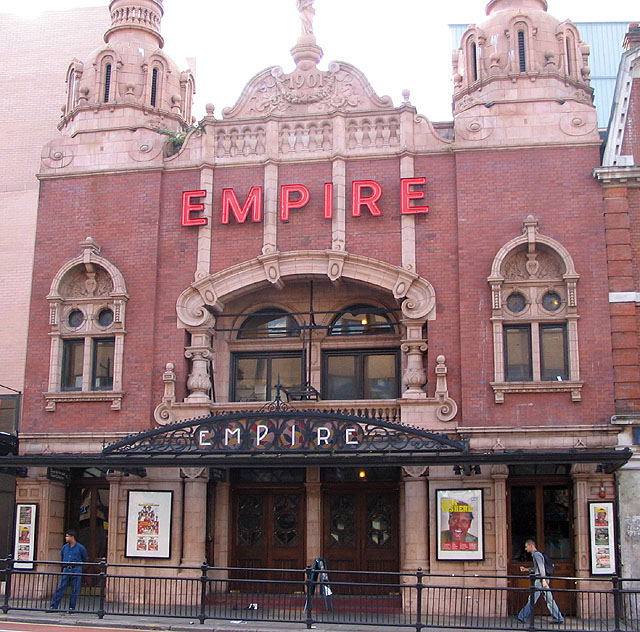
Hackney Empire, teatro
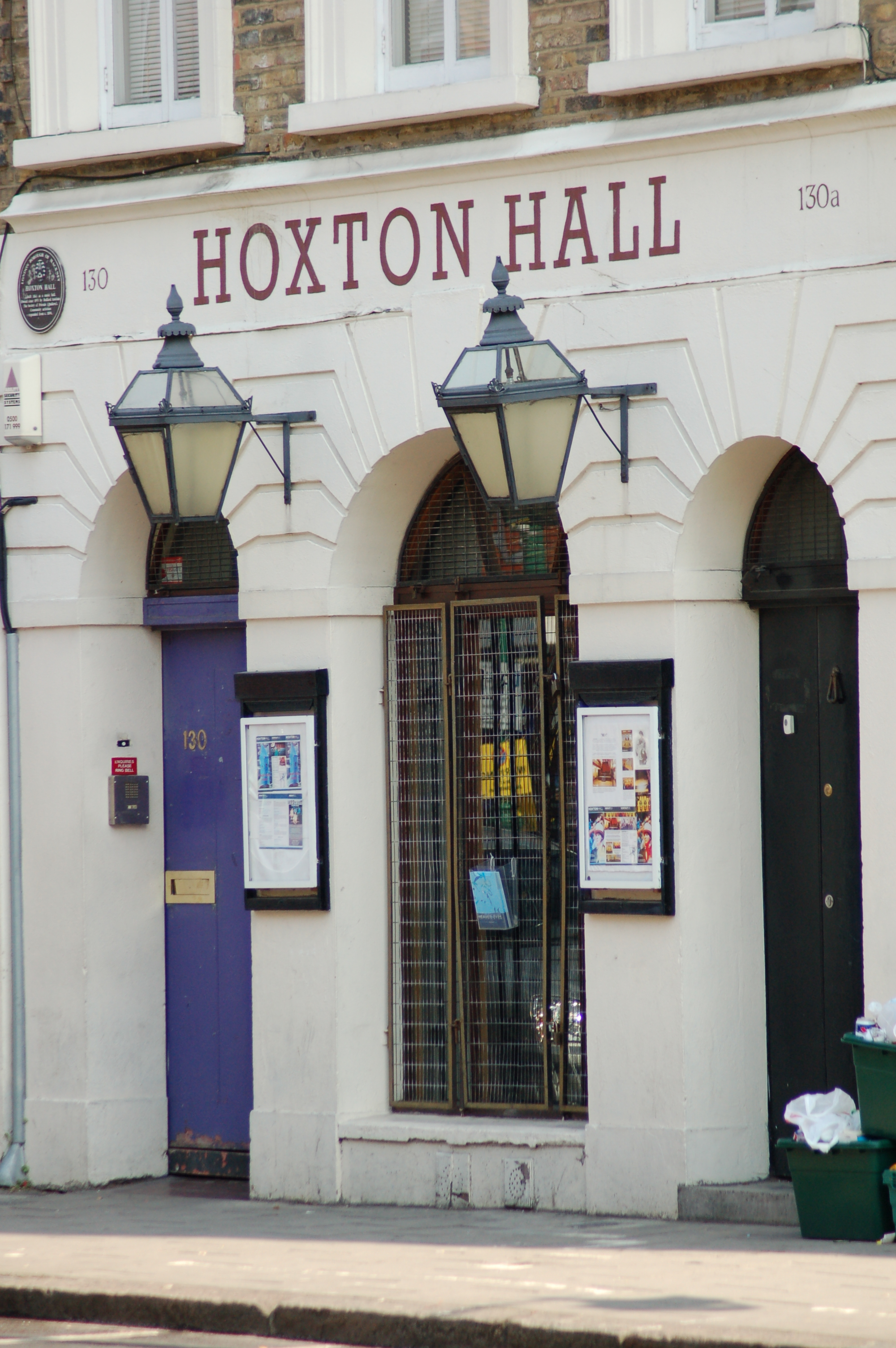
Hoxton Hall, centro sociale e spazio per performance
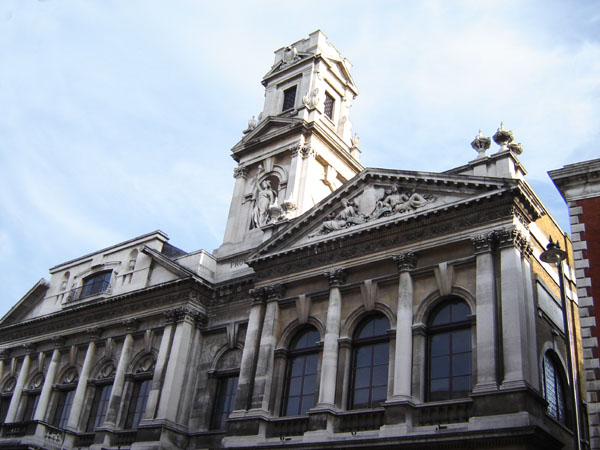
Ex-municipio di Shoreditch
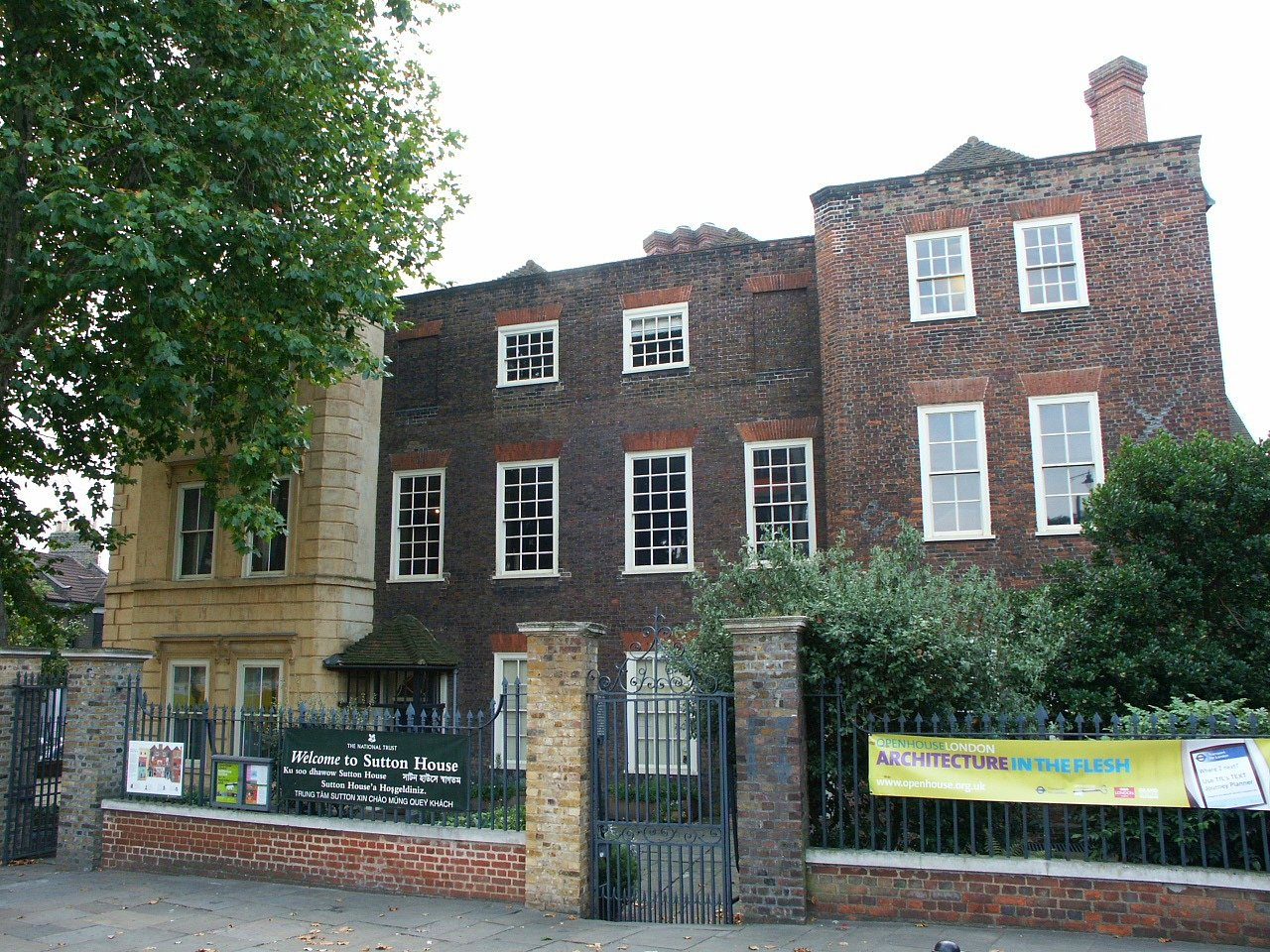
Sutton House, edificio vincolato e museo
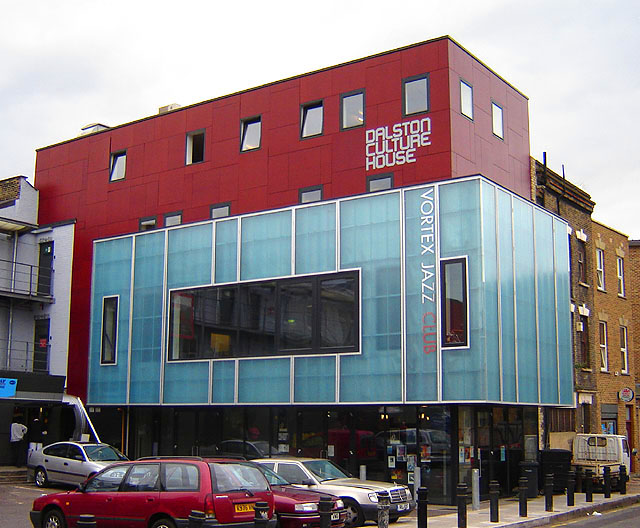
Vortex Jazz Club, jazz club
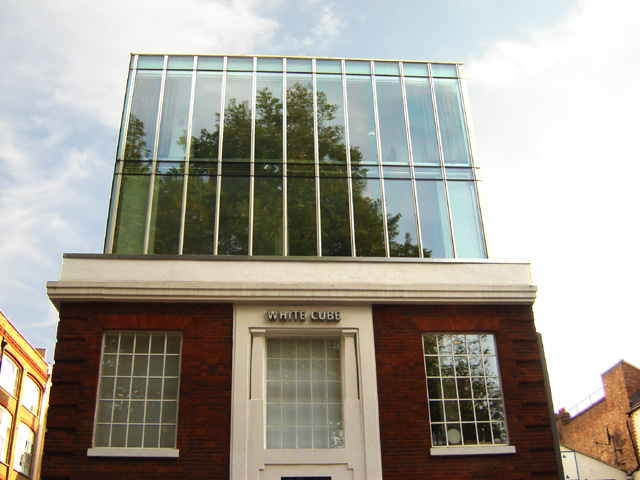
White Cube, galleria commerciale di arte contemporanea

### Altro

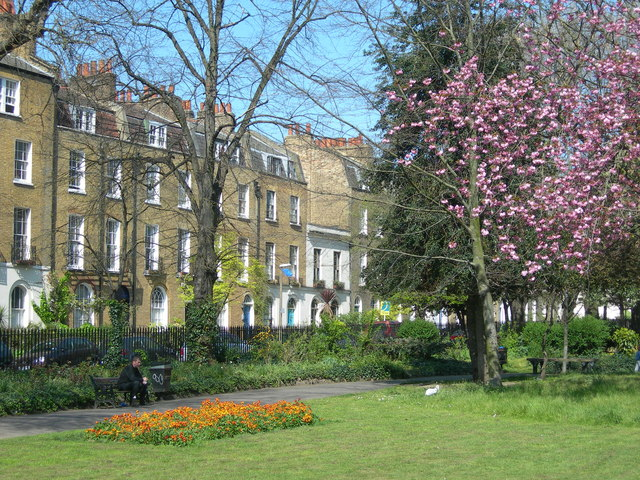
Clapton Square
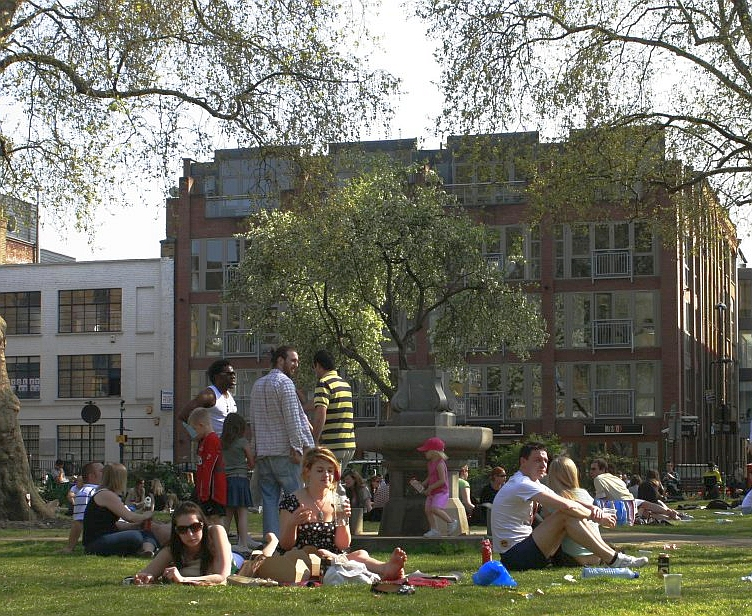
Hoxton Square
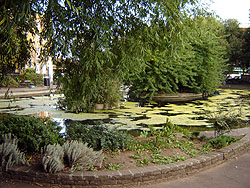
Clapton Pond
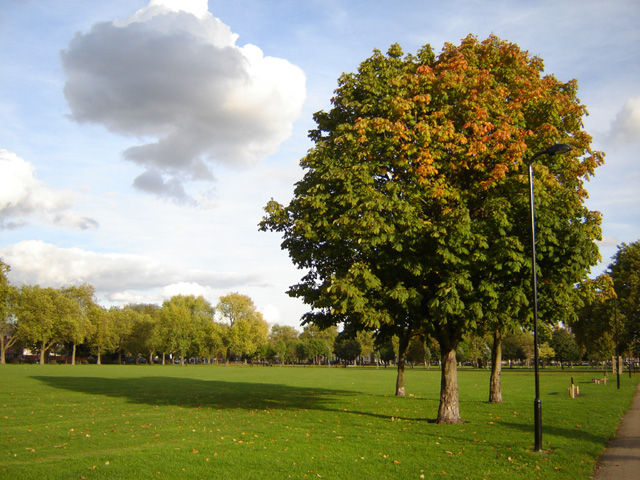
Hackney Downs
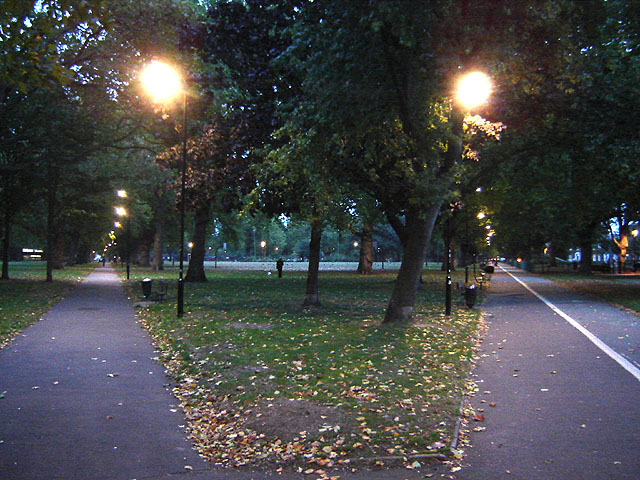
London Fields
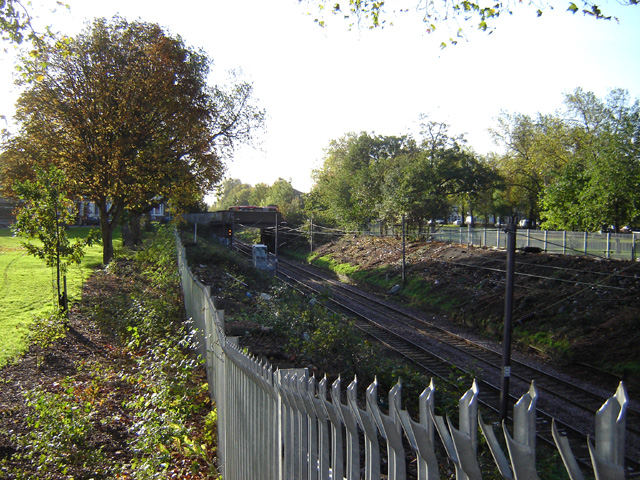
Stoke Newington Common
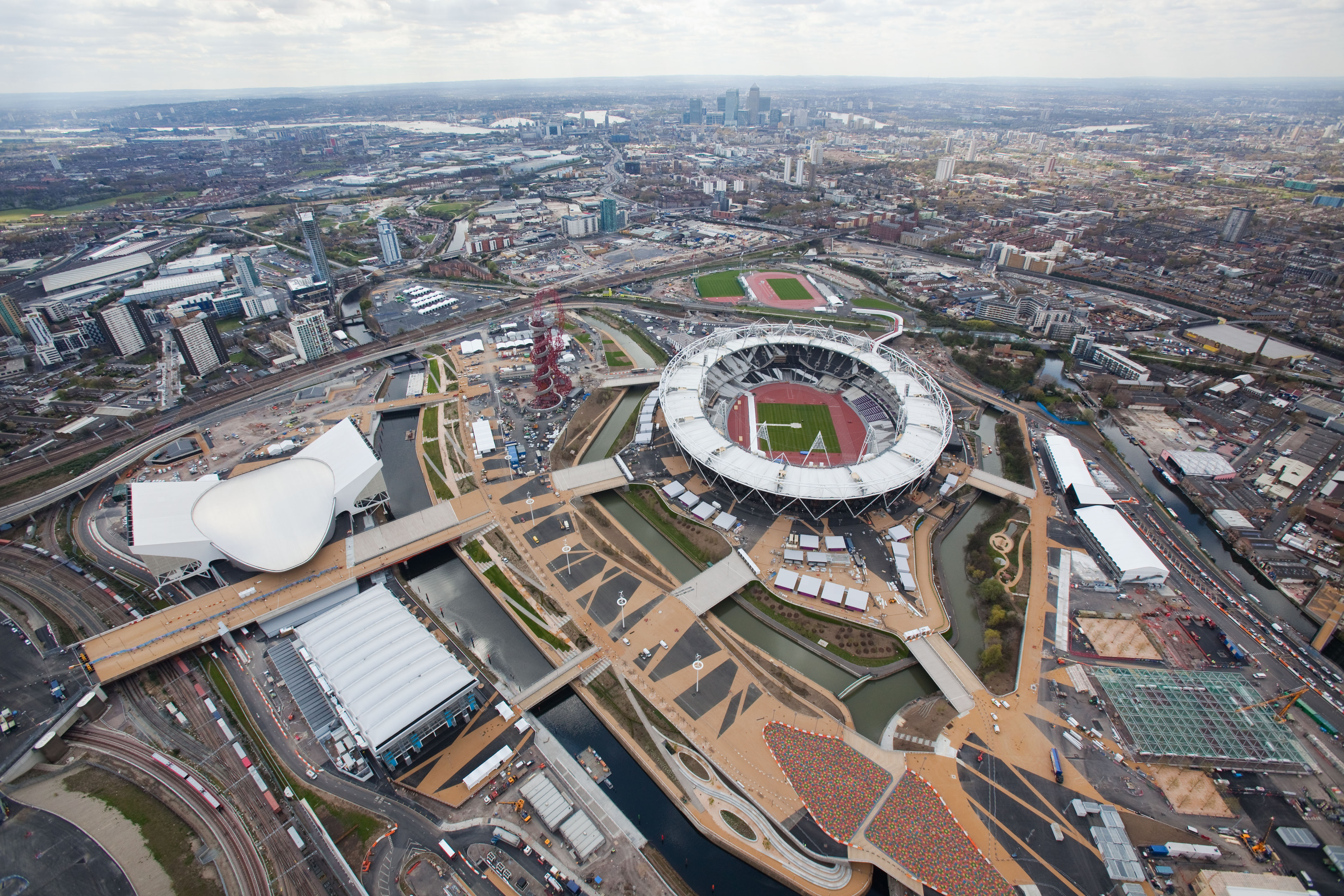
Parte del parco olimpico di Londra

## Società

### Evoluzione demografica
Dal 1801 al 1951 (somma della popolazione residente nelle parrocchie civili che ora formano il borgo londinese di Hackney)

dal 1961 al 2010

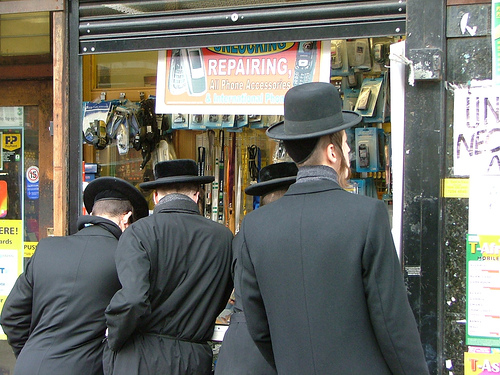
Presso Stamford Hill vive un'ampia comunità chassidica

Nel 1801, le parrocchie civili che formano l'attuale borgo contava una popolazione totale di 14 609 unità. Questa è aumentata costantemente nel corso del XIX secolo, a causa della progressiva urbanizzazione dell'area, raggiungendo 95 000 a metà di quel secolo. Con l'arrivo della ferrovia, il tasso di crescita della popolazione è aumentata ulteriormente, raggiungendo quasi 374 000 verso la fine del secolo. Questo aumento della popolazione ha raggiunto il picco prima della prima guerra mondiale, decrescendo lentamente nel periodo successivo alla seconda guerra mondiale, quando iniziò un esodo da Londra verso le new town costruite nell'ambito del Piano Abercrombie per Londra del 1944. La popolazione è ora nuovamente in aumento e il censimento del 2001 registra nel borgo di Hackney una popolazione di 202 824.

### Etnie e minoranze straniere
La popolazione del borgo di Hackney è etnicamente diversificata. Della popolazione residente, 89 490 (cioè il 41%) persone residenti si descrivono come "bianchi britannici", mentre il 30 978 (14 %) sono in altri gruppi etnici caucasici; 63 009 residenti (29%) sono di etnia afro-caraibica, 20 000 (9%) sono di etnia asiatica, 8 501 (4%), si descrivono come "polietnici" (il 44% in più rispetto al 2001) e 6 432 (3%) sono di etnia cinese o "altro" (quest'ultima etnia è aumentata del 222% tra il 2001 e il 2011).
Vi è anche una grande popolazione residente turca e curda in Hackney: le comunità turche e curde si trovano in tutte le parti del borgo, anche se vi è una maggiore concentrazione nei quartieri settentrionali e centrali del borgo di Hackney; in particolare, Stoke Newington, Newington Green (che è parte dell'attiguo borgo di Islington) e Dalston hanno la massima concentrazione della popolazione e lungo Stoke Newington Road e Green Lanes si trova un'alta concentrazione di aziende e negozi.
Il 66% (132 931 abitanti) della popolazione residente del borgo è nato nel Regno Unito. 10 095 abitanti (5%), invece, sono nati in altre parti d'Europa, mentre i restanti 59 798 (29%) abitanti sono nati nel resto del mondo. Inoltre, il 3,6% della popolazione è nata in Turchia, secondo il censimento del 2011.

### Religione
Il censimento del 2001 mostra come il cristianesimo sia la religione più praticata nel borgo di Hackney: il 44% dei residenti è, infatti, cristiana, mentre il 18% si identifica come musulmana, il 4% ebraici e il 3% apparteneva ad altre religioni. Un ulteriore 19% ha dichiarato di non appartenere a nessuna religione mentre il 12% non ha indicato alcuna risposta. Nell'ultimo censimento, del 2011, i residenti che identificano se stessi come cristiani sono scesi al 38,6%, mentre quelli con nessuna religione sono saliti al 28,2%. L'ebraismo e l'islam hanno avuto, rispettivamente un modesto e un piccolo incremento mentre l'induismo ha subito un lieve calo.

## Geografia antropica

### Suddivisioni storiche
All'interno del borgo di Hackney si trovano i seguenti quartieri:
- Dalston
- De Beauvoir Town
- Finsbury Park
- Hackney Downs
- Hackney Central
- Hackney Marshes
- Hackney Wick
- Haggerston
- Homerton
- Hoxton
- Kingsland

- Lea Bridge
- London Fields
- Lower Clapton
- Manor House
- Newington Green
- Shacklewell
- Shoreditch
- South Hackney
- Stamford Hill
- Stoke Newington
- Upper Clapton

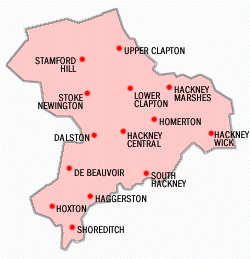
Quartieri del borgo

Il quartiere più meridionale del borgo è Shoreditch che confina con la Città di Londra. A nord-ovest di questo quartiere, al confine con il borgo di Islington e la City, si trova, a nord di Old Street, il quartiere di Hoxton. A nord, oltre il Regent's Canal, di Shoreditch vi è Haggerston. Sebbene la maggior parte del territorio di Bethnal Green sia entro i confini di Tower Hamlets, alcune parti di questo quartiere sono all'interno della parte meridionale del borgo di Hackney.
Gli insediamenti a ovest del borgo seguono la linea dell'antica Ermine Street, con De Beauvoir Town, un quartiere vittoriano ad ovest dell'attuale Kingsland Road, Dalston, Stoke Newington e Stamford Hill, dove il borgo confina con quello di Haringey.
Un ulteriore gruppo di insediamenti seguono un'altra strada con direzione nord-sud che in località Hackney Central è nota come Mare Street; questi sono: South Hackney (a est di Cambridge Heath Road e a nord di Victoria Park) e Hackney Central. I London Fields erano precedentemente terre comuni ad ovest di Hackney Proper, ma ora formano un quartiere a sé stante. A nord, Homerton si trova immediatamente a est del centro di Hackney. Il fiume Lea costituisce confine orientale del borgo. Hackney Wick, Hackney Marshes (le "Paludi di Hackney"), Lower e Upper Clapton si trovano tutti lungo il presente confine orientale.

### Codici postali
I codici postali sono stati assegnati agli ex componenti del borgo tra il 1857 e il 1858: la maggior parte del borgo sarebbe originariamente dovuta far parte della circoscrizione postale "NE", ma questo codice è stato abolito nel 1866. La maggior parte del borgo è coperto dal distretto postale orientale ("E"; con i codici "E1", "E2", "E5", "E8", "E9" e "E10"), a eccezione delle aree ad ovest di Kingsland Road e nel nord del borgo che sono prevalentemente coperte dalla circoscrizione postale settentrionale ("N"; con i codici "N1", "N4", "N15" e "N16"). Il quartiere di Shoreditch ha cinque codici postali separati ("N1", "EC1", "EC2", "E1" e "E2").
Tradizionalmente, gran parte del borgo era e rimane considerato come una parte dell'"Est di Londra", essendo Hoxton e Shoreditch considerati parte della East End di Londra. Tuttavia, a seguito della revisione del 2008 del Piano di Londra, il borgo è stato ufficialmente assegnato alla sottoregione del "Nord" per scopi amministrativi.

## Infrastrutture e trasporti

### Ferrovie e metropolitane
Il borgo londinese di Hackney è poco servito dai servizi della metropolitana di Londra: solo Manor House, che si trova al confine nord-occidentale al confine con Haringey, e la stazione di Old Street si trova a pochi metri a sud-ovest del confine di Hackney, all'interno del borgo di Islington.
Tuttavia, due linee della London Overground servono Hackney: la North London Line attraversa da ovest a est, mentre la East London Line corre da Highbury & Islington a West Croydon, passando attraverso il borgo di Hackney e servendo Dalston Junction, Haggerston, Hoxton, Shoreditch.
| Stazione               | Linea             | Immagine | Apertura | Note                                                                                     |
| ---------------------- | ----------------- | -------- | -------- | ---------------------------------------------------------------------------------------- |
| Dalston Junction       | East London Line  |          | 1865     | chiusa nel 1986; riaperta nel 2010                                                       |
| Dalston Kingsland      | North London Line |          | 1850     | Aperta come "Kingsland"; chiusa nel 1865; riaperta nel 1983                              |
| Hackney Central        | North London Line |          | 1850     | Aperta come "Hackney"; spostata verso ovest nel 1870; chiusa nel 1944; riaperta nel 1980 |
| Hackney Wick           | North London Line |          | 1980     |                                                                                          |
| Haggerston             | East London Line  |          | 1867     | Chiusa nel 1940; riaperta nel 2010                                                       |
| Hoxton                 | East London Line  |          | 2010     |                                                                                          |
| Homerton               | North London Line |          | 1985     |                                                                                          |
| Shoreditch High Street | East London Line  |          | 2010     |                                                                                          |

In aggiunta, anche i servizi delle Lea Valley Lines della National Rail, gestite da Greater Anglia, passano attraverso Hackney, fermando presso le seguenti stazioni:
| Stazione        | Immagine | Apertura | Note                                                                            |
| --------------- | -------- | -------- | ------------------------------------------------------------------------------- |
| Clapton         |          |          |                                                                                 |
| Hackney Downs   |          |          |                                                                                 |
| London Fields   |          | 1872     |                                                                                 |
| Rectory Road    |          |          |                                                                                 |
| Stamford Hill   |          |          | si trova sul confine tra il borgo di Hackney e il borgo di Haringey (Tottenham) |
| Stoke Newington |          |          |                                                                                 |

La linea Crossrail 2, anche detta Chelsea-Hackney Line, dovrebbe fornire un servizio di metropolitana a Hackney Central, Dalston e Homerton, anche se attualmente è indeciso se questa linea dovrebbe avere le stesse caratteristiche della metropolitana di Londra o le caratteristiche delle stazioni delle linee ferroviarie principali.

### Spostamenti dei residenti
Un'indagine del marzo del 2011 ha rivelato che i principali mezzi di trasporto che i residenti del borgo londinese di Hackney utilizzavano per recarsi sui propri luoghi di lavoro erano: con autobus, minibus o pullman il 16,9% della popolazione tra i 16 e i 74 anni; con metropolitana o tram il 9,2%; con biciclette il 9,2%; a piedi il 7,5%; con un veicolo proprio (automobile o furgone) il 7,1%; con treni il 4,6%. Il rimanente 3,5% della popolazione lavora a o da casa.

## Amministrazione
Il borgo è composto da due collegi elettorali parlamentari: Hackney North and Stoke Newington (rappresentata da Diane Abbott) e Hackney South and Shoreditch (rappresentata da Meg Hillier); entrambi sono membri del parlamento e consiglieri privati appartenenti del Partito Laburista. Il borgo è, insieme al borgo di Islington e Waltham Forest, compreso nella circoscrizione dell'Assemblea di Londra "North East"; la rappresentante di questa circoscrizione è, dal 2004, anno in cui è stata eletta direttamente come membro dell'Assemblea, Jennette Arnold AM. Il borgo di Hackney è parte della circoscrizione Londra nel Parlamento europeo.
A differenza di molti altri enti locali inglesi, il borgo è ora governato da un sindaco eletto direttamente, che è anche il leader politico del Consiglio del borgo. Il sindaco, che attualmente è Jules Pipe CBE, è supportato da un gabinetto, da consiglieri e un presidente della Camera dei Comuni che adempie i doveri civici e cerimoniali precedentemente intraprese dal sindaco.
Alla elezione del Consiglio di Hackney del 6 maggio 2010, il Partito Laburista ha ottenuto 50 consiglieri; vincendo, pertanto, sei seggi supplementari. Il Partito Conservatore costituisce il più grande partito di opposizione nel Consiglio con quattro consiglieri mentre i Liberal Democratici ne hanno tre.
Secondo i City's councils get top ratings (di BBC News) tutti i rioni del borgo sono tra il 10% più indigenti del paese, con il 47 % dei bambini che vivono in famiglie a basso reddito.
Hackney, inoltre, ha una reputazione come uno dei borghi con più alta criminalità di Londra, e alcune delle sue strade, tra cui Mare Street, Upper Clapton Road e Lower Clapton Road, come "Murder Mile" ("miglio degli omicidi" in italiano); tuttavia la cooperazione tra la polizia locale e il consiglio ha portato il borgo a una diminuzione del tasso di criminalità più alta che in qualsiasi altro borgo di Londra nel periodo compreso tra il 2003 e il 2007 (riduzione del 28%).

### Gemellaggi
Il borgo londinese di Hackney ha stretto accordi di gemellaggio formali con:
- Bridgetown
- Suresnes[25]
- Gottinga
- Saint George's
- Haifa
- Presnenskij
- Austin[26]

Il borgo ha, inoltre, un accordo informale con:
- Alexandra[27]

Il borgo ha anche relazioni informali con Sudafrica, Turchia e Saint Vincent e Grenadine. L'Ospedale universitario di Homerton ha un proprio gemellaggio con il Centro medico Rambam di Haifa e l'Ospedale di San Giorgio di Grenada. Anche le scuole locali sono esortate ad intraprendere relazioni con specifiche scuole estere; un esempio è l'accordo tra la scuola Our Lady's di Stamford Hill e una scuola di Hangzhou, nel sud-ovest della Cina.